# Città di Kingston
La città di Kingston è una Local Government Area che si trova nello Stato di Victoria. Essa si estende su una superficie di 91 chilometri quadrati e ha una popolazione di 142.425 abitanti. La sede del consiglio si trova a Cheltenham.